# Schlacht von Otterburn
Die Schlacht von Otterburn fand infolge der Anglo-Schottischen Grenzkriege am 5. August 1388 (nach anderen Angaben am 14. oder 19. August 1388) zwischen Schotten unter James Douglas, 2. Earl of Douglas und Engländern unter Henry Percy nahe Otterburn (Northumberland) statt.

## Die Schlacht
Die Schotten teilten ihr Heer in zwei Stoßtrupps auf, um einen Grenzüberfall auf englisches Territorium durchzuführen. Die Hauptstreitmacht und der Tross zogen Richtung Carlisle in Cumberland, während der kleinere Stoßtrupp unter dem Earl of Douglas die Gebiete rund um Durham und Newcastle upon Tyne in Northumberland verwüstete. Henry Percy, 1. Earl of Northumberland schickte seine beiden Söhne Sir Henry Percy und Sir Ralph Percy um die Schotten zu stellen, während er in Alnwick blieb, um den Marodeuren den Rückzug abzuschneiden.
Dem französischen Chronisten Jean Froissart zufolge soll beim ersten Aufeinandertreffen der Heere ein Handgemenge des Earl of Douglas und Henry Percy stattgefunden haben, in dem Henry Percys Pennon von Douglas erbeutet wurde. James Douglas zog darauf zur Burg bei Ponteland, zerstörte diese und belagerte Otterburn Castle (heute Otterburn Tower). Percy startete darauf am späten Nachmittag einen Überraschungsangriff auf Douglas Feldlager, doch er fand dort zunächst nur die Diener und Knechte des Earls vor, was dem Großteil des Heeres Zeit zum Sammeln gab und es so ermöglichte, deren Flanke anzugreifen.
Während der Schlacht in einer hellen Mondnacht wurde Douglas getötet und beide Percy-Brüder gefangen genommen. Der Rest des englischen Heeres trat den Rückzug nach Newcastle upon Tyne an. Obwohl Percys Streitmacht Froissart zufolge den Schotten zahlenmäßig drei zu eins überlegen war, wurden 1.040 Engländer gefangen genommen und 1.860 getötet, während sich die Verluste der Schotten auf 200 Gefangene und 100 Gefallene beliefen. Die Westminster-Chronik (Westminster Chronicle) schätzt die schottischen Verluste auf rund 500 Mann.
Als der Bischof von Durham aus Newcastle upon Tyne mit 10.000 Mann Verstärkung eintraf, soll er von den geordnet aufgestellten Schotten, ihrem Lärm, den sie mit ihren Hörnern machten, und ihrer scheinbar unangreifbaren Position so beeindruckt gewesen sein, dass er von einem Angriff absah.
Die gefallenen Engländer und Schotten wurden zur St. Cuthbert’s Church im Distrikt Alnwick, ungefähr 5 km vom Schlachtfeld entfernt, gebracht und dort begraben. Der Earl of Douglas wurde in Melrose, Roxburgshire beigesetzt.